# Kriegerdenkmal Wörlitz

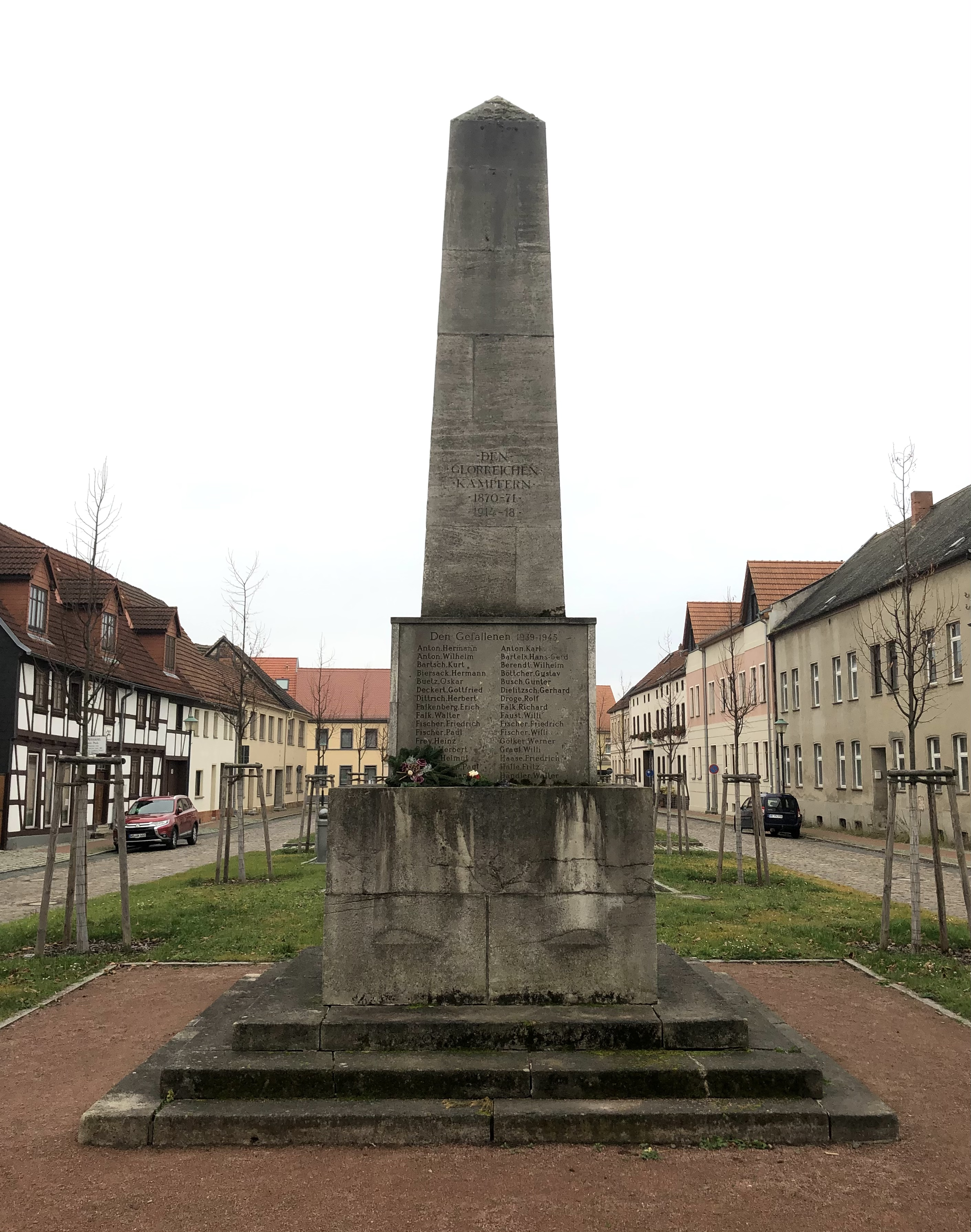
Kriegerdenkmal Wörlitz, Blick von Norden, 2021

Das Kriegerdenkmal Wörlitz ist ein Kriegerdenkmal im zu Oranienbaum-Wörlitz gehörenden Ortsteil Wörlitz in Sachsen-Anhalt. Es gedenkt der Gefallenen des Deutsch-Französischen Kriegs von 1870/71, des Ersten und Zweiten Weltkriegs.

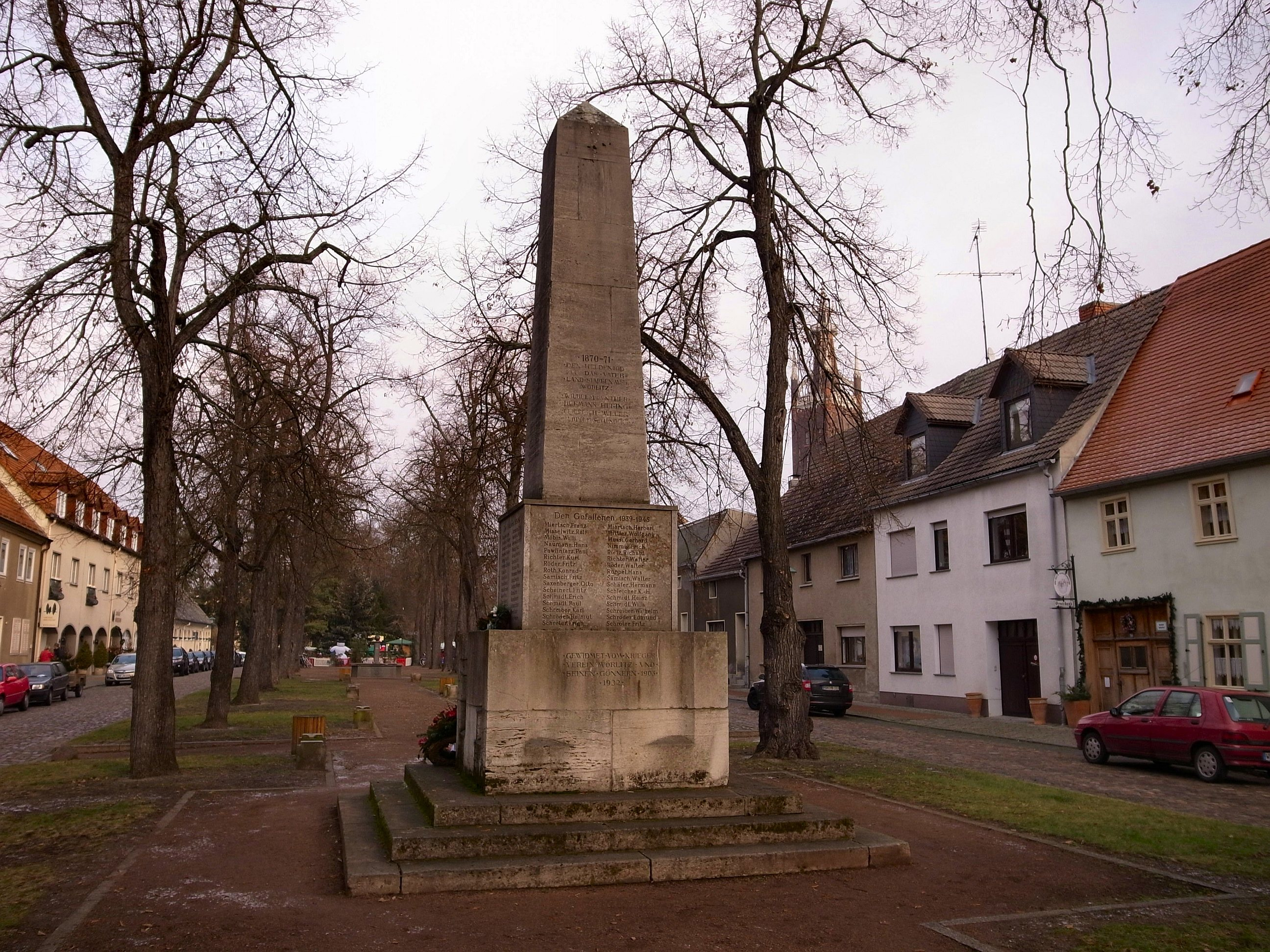
Südseite, 2012

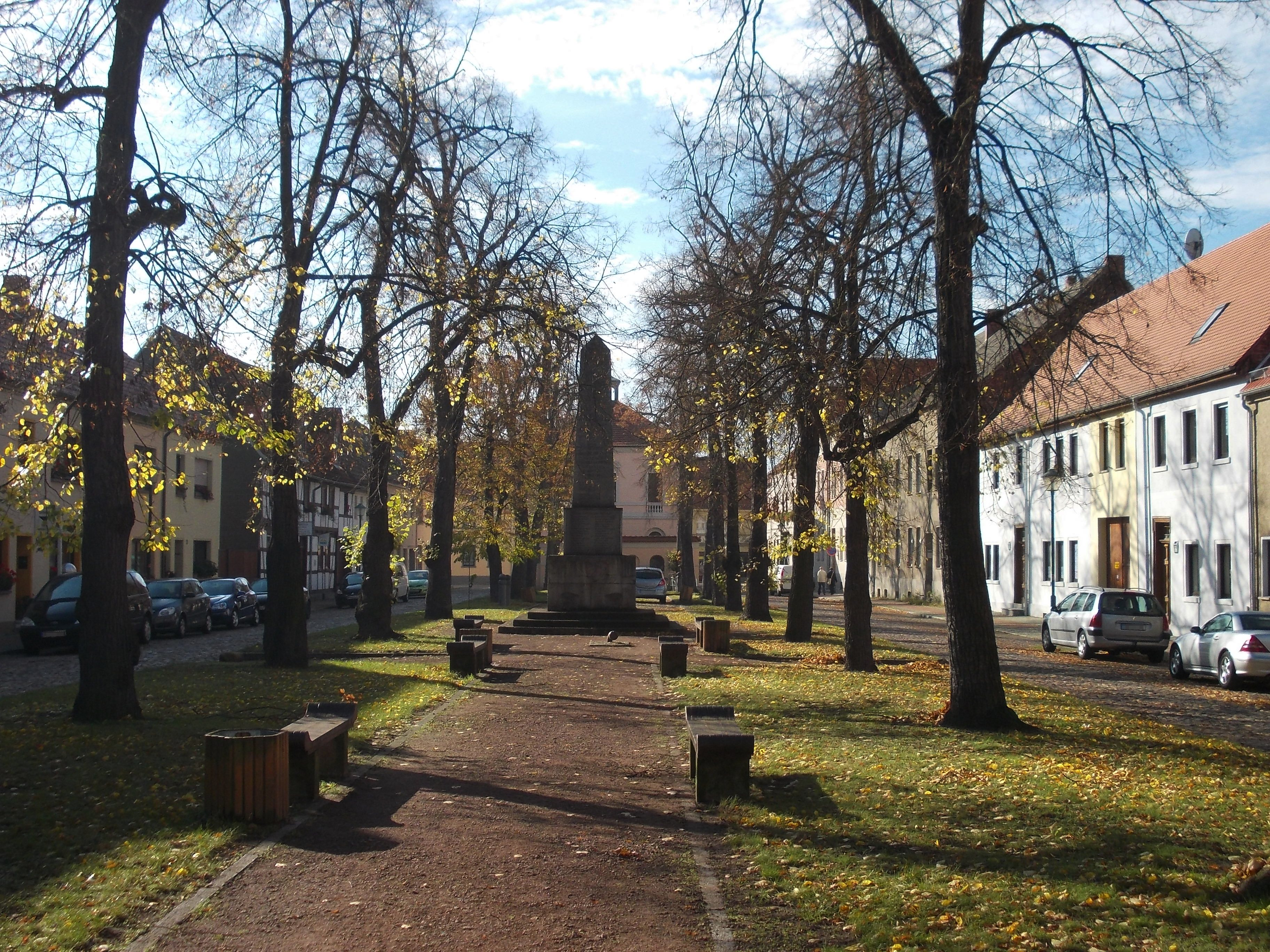
Nordseite, 2013

## Lage
Das Denkmal befindet sich im Ortszentrum, mittig auf dem Wörlitzer Markt.

## Gestaltung und Geschichte
Das Kriegerdenkmal wurde im Jahr 1903 vom Wörlitzer Kriegerverein errichtet, wobei es dementsprechend zunächst nur den Gefallenen des Deutsch-Französischen Kriegs gewidmet war. Finanziert wurde es durch die Baronin Julie von Cohn-Oppenheim. Es besteht aus einem Obelisken aus Kalkstein, der auf einem mehrstufigen Sockel ruht. Die Seiten des Obelisken und des oberen Teils des Sockels tragen Inschriften.
Die Nordseite des Obelisken trägt die Inschrift:
Nach dem Ersten Weltkrieg wurden direkt darunter die Jahreszahlen
ergänzt.
Auf der Südseite erhielt der Obelisk einen vier Gefallenen aus Wörlitz gedenkenden Text:
Im unteren Teil des Sockels wurde ein auf die Stiftung und das Baujahr des Denkmals verweisende Inschrift angebracht:
Direkt darunter wurde später die wohl auf die Nachtragung der Gefallenen des Ersten Weltkrieges verweisende Jahreszahl
angebracht.
Auf der zunächst unbeschrifteten Westseite wurden im Jahr 1932 die Namen der im Ersten Weltkrieg zwischen 1914 und 1916 Gefallenen eingetragen:
Auf der Ostseite befinden sich die Namen der 1917 und 1918 gefallenen.
Auf den vier Seiten des obersten Teils des Sockels wurden später in alphabetischer Reihenfolge in jeweils zwei Spalten die Namen der im Zweiten Weltkrieg zwischen 1939 und 1945 gefallenen vermerkt. Der jeweilige Nachname steht dabei vor dem Vornamen. Die Aufzählung beginnt dabei auf der Nordseite und setzt sich dann entgegen dem Uhrzeigersinn fort.
Auf der Westseite befindet sich die Inschrift:
Die Südseite trägt die Inschrift:
Die Ostseite trägt die Inschrift:
Im örtlichen Denkmalverzeichnis ist das Kriegerdenkmal unter der Erfassungsnummer 094 40054 als Baudenkmal eingetragen.